# Oligembia arbol
Oligembia arbol är en insektsart som beskrevs av Szumik 2001. Oligembia arbol ingår i släktet Oligembia och familjen Teratembiidae. Inga underarter finns listade i Catalogue of Life.